# 張進福
張進福（1948年3月9日—），臺灣科學家、政治人物，新北市鶯歌區人，臺灣省立臺北成功中學畢業、國立臺灣大學電機工程學系學士（1970年），1977年得到柏克萊加州大學電機工程及資訊科學系博士學位，為國際電機電子工程學會會士（IEEE Fellow）。
回臺後曾任臺大電機工程學系講師、副教授、教授（1982年升任），升正教授後曾兼任臺大電機系主任兼所長，後轉任教育部科技顧問室主任、國立中央大學教授兼教務長、行政院國家科學委員會副主任委員。
2000年第一次政黨輪替、國民黨失去執政權後，他重回臺大電機系，後來當選位在南投縣埔里鎮的國立暨南國際大學校長，同時也因暨大校長身份兼任中華民國公私立大專院校海外聯合招生委員會（海外聯招會）主任委員。
2008年5月20日，應行政院院長劉兆玄邀請出任行政院政务委员。10月1日，兼任工業技術研究院董事長。2009年9月10日出任行政院政务委员兼任臺灣省政府主席。2010年2月24日，前新竹市市長林政則出任行政院政务委员兼任臺灣省政府主席，張進福專任政务委员。
2012年6月26日，元智大學宣布由張進福出任該校第四任校長。
2012年8月1日至2015年7月31日，擔任元智大學校長期間同時兼任財團法人資訊工業策進會第12屆董事長，離開元智大學後續任資策會第13屆董事長至2016年5月19日。

## 外部連結
- 行政院內閣閣員介紹-行政院政務委員 張進福
- 元智大學校長室 （页面存档备份，存于）
- 資訊工業策進會介紹 （页面存档备份，存于）

| 中華民國政府職務                 | 中華民國政府職務                                                     | 中華民國政府職務                   |
| -------------------------------- | -------------------------------------------------------------------- | ---------------------------------- |
| 台灣省政府                       |                                                                      |                                    |
| 前任： 蔡勳雄                    | 臺灣省政府主席 第二十一任，政務委員兼任 2009年9月10日－2010年2月24日 | 繼任： 林政則                      |
| 教育職務                         |                                                                      |                                    |
| 國立暨南國際大學                 |                                                                      |                                    |
| 前任： 徐泓（代理） 正任：李家同 | 國立暨南國際大學校長 第三任 2000年12月7日－2008年5月20日             | 繼任： 蘇玉龍（代理） 正任：許和鈞 |
| 元智大學                         |                                                                      |                                    |
| 前任： 彭宗平                    | 元智大學校長 第四任 2012年8月1日－2015年8月1日                       | 繼任： 吳志揚                      |